# Marie Eline
Marie Eline, conosciuta anche con il soprannome The Thanhouser Kid (Milwaukee, 27 febbraio 1902 – Longview, 3 gennaio 1981), è stata un'attrice statunitense, una delle prime attrici bambine del cinema muto, attiva in oltre 100 pellicole dal 1910 al 1914 (tra gli 8 e i 12 anni d'età).

## Biografia
Nata nel Wisconsin, a Milwaukee, nel 1902 Marie Eline fu un'attrice bambina che, nel giro di quattro anni, girò quasi centoventi film. All'epoca, le pellicole erano a un rullo (o, al massimo, di due) e la produzione di film era massiccia per poter rifornire a getto continuo le sale. La piccola Marie, conosciuta con il nome The Thanhouser Kid dalla casa di produzione per cui lavorava, girò nel 1910, l'anno del suo esordio, diciannove film; nel 1911, ne girò una trentina, proseguendo con questo ritmo sostenuto fino a tutto il 1914. 
Per quanto presentata al pubblico come attrice bambina, Eline fu impiegata indifferentemente (e quasi in eguale misura) in parti maschili e femminili secondo quella che all'epoca era un'accettata convenzione teatrale e cinematografica. Anche le foto pubblicitarie della Thanahouser la ritraggono sia in abiti maschili che femminili, mentre sulla stampa la critica esaltava la naturalezza con la quale la bambina sapeva "farsi bambino".
Tra i film che interpretò, si segnala Uncle Tom's Cabin (1910), dove fu diretta da Barry O'Neil e dove recitò accanto alla sorella, Grace Eline, che interpretava Topsy. Di rilievo anche la sua partecipazione al film The Cry of Children (1912) diretto da George Nichols, prima coraggiosa denuncia visiva dello sfruttamento del lavoro minorile negli Stati Uniti, nel quale si inclusero immagini documentarie di bambini lavoratori.
Un secondo Uncle Tom's Cabin, dove Marie ebbe ancora una volta il ruolo della piccola Eva, uscì nell'agosto 1914: fu il suo primo lungometraggio ma anche la sua ultima interpretazione. La piccola attrice, che aveva esordito a otto anni, chiudeva la sua carriera cinematografica a dodici anni.
Dopo il 1914 Eline continuò a lavorare fino agli anni venti nel vaudeville ma il tentativo di riprendere una carriera adulta nel cinema non andò oltre la partecipazione a due cortometraggi nel 1919. Si sposò nel 1922 ed ebbe una figlia. Morì per un attacco cardiaco nel 1981 a 78 anni.

## Riconoscimenti
- Young Hollywood Hall of Fame (1908-1919)

## Filmografia
La filmografia è completa. Quando manca il nome del regista, questo non viene riportato nei titoli.
- A Twenty-Nine Cent Robbery - cortometraggio (1910)
- Jane Eyre - cortometraggio (1910)
- The Best Man Wins - cortometraggio (1910)
- The Two Roses - cortometraggio (1910)
- The Little Hero of Holland - cortometraggio (1910)
- The Governor's Daughter - cortometraggio (1910)
- The Flag of His Country - cortometraggio (1910)
- The Lucky Shot - cortometraggio (1910)
- The Girls of the Ghetto - cortometraggio (1910)
- The Playwright's Love - cortometraggio (1910)
- Uncle Tom's Cabin, regia di Barry O'Neil - cortometraggio (1910)
- The Mermaid - cortometraggio (1910)
- The Restoration - cortometraggio (1910)
- A Fresh Start - cortometraggio (1910)
- The Doctor's Carriage - cortometraggio (1910)
- Not Guilty - cortometraggio (1910)
- Delightful Dolly - cortometraggio (1910)
- Their Child - cortometraggio (1910)
- The Fairies' Hallowe'en - cortometraggio (1910)
- Ten Nights in a Bar Room - cortometraggio (1910)
- The Little Fire Chief - cortometraggio (1910)
- A Thanksgiving Surprise - cortometraggio (1910)
- Rip van Winkle - cortometraggio (1910)
- The Vicar of Wakefield[4] - cortometraggio (1910)
- The Old Curiosity Shop, regia di Barry O'Neil - cortometraggio (1911)
- Only in the Way - cortometraggio (1911)
- Adrift, regia di Lucius Henderson - cortometraggio (1911)
- A Newsboy Hero - cortometraggio (1911)
- The Little Mother - cortometraggio (1911)
- Stage Struck - cortometraggio (1911)
- Silas Marner - cortometraggio (1911)
- The Charity of the Poor - cortometraggio
- Velvet and Rags - cortometraggio (1911)
- The Poet of the People - cortometraggio (1911)
- The Colonel and the King - cortometraggio (1911)
- The Stage Child - cortometraggio (1911)
- Get Rich Quick - cortometraggio (1911)
- A Circus Stowaway - cortometraggio (1911)
- The Stepmother - cortometraggio (1911)
- Flames and Fortune - cortometraggio (1911)
- Lorna Doone - cortometraggio (1911)[5]
- The Court's Decree - cortometraggio (1911)
- The Pied Piper of Hamelin, regia di Theodore Marston - cortometraggio (1911)
- The Judge's Story - cortometraggio (1911)
- Back to Nature - cortometraggio (1911)
- Cupid the Conqueror - cortometraggio (1911)
- The Buddhist Priestess - cortometraggio (1911)
- In the Chorus - cortometraggio (1911)
- The Five Rose Sisters - cortometraggio (1911)
- The Tempter and Dan Cupid - cortometraggio (1911)
- David Copperfield, regia di George O. Nichols[6] - cortometraggio (1911)
- The Satyr and the Lady - cortometraggio (1911)
- The Missing Heir - cortometraggio (1911)
- The Newsy and the Tramp - cortometraggio (1911)
- The Tomboy - cortometraggio (1911)
- She, regia di George Nichols - cortometraggio (1911)
- The Passing, regia di George Nichols - cortometraggio (1912)
- Just a Bad Kid - cortometraggio
- Dr. Jekyll and Mr. Hyde, regia di Lucius Henderson - cortometraggio (1912)
- Her Ladyship's Page - cortometraggio (1912)
- East Lynne, regia di Theodore Marston - cortometraggio (1912)
- On Probation - cortometraggio (1912)
- Washington in Danger - cortometraggio (1912)
- The Guilty Baby - cortometraggio (1912)
- The Poacher, regia di Lucius Henderson - cortometraggio (1912)
- Nicholas Nickleby - cortometraggio (1912)
- The Star of the Side Show, regia di Lucius Henderson - cortometraggio (1912)
- The Baby Bride - cortometraggio (1912)
- When Mandy Came to Town - cortometraggio (1912)
- The Cry of the Children - cortometraggio (1912)
- The Little Shut-In - cortometraggio (1912)
- Dottie's New Doll - cortometraggio (1912)
- Her Secret, regia di Lucius Henderson - cortometraggio (1912)
- On the Stroke of Five, regia di Lucius Henderson - cortometraggio (1912)
- The Professor's Son - cortometraggio (1912)
- Doggie's Debut - cortometraggio (1912)
- Nursie and the Knight - cortometraggio (1912)
- The Ranchman and the Hungry Bird - cortometraggio (1912)
- Treasure Trove - cortometraggio (1912)
- Don't Pinch My Pup - cortometraggio (1912)
- But the Greatest of These Is Charity - cortometraggio (1912)
- Please Help the Pore - cortometraggio (1912)
- The Warning - cortometraggio (1912)
- When Mercy Tempers Justice - cortometraggio (1912)
- In a Garden - cortometraggio (1912)
- Put Yourself in His Place, regia di Theodore Marston - cortometraggio (1912)
- In Time of Peril - cortometraggio (1912)
- Cross Your Heart - cortometraggio (1912)
- The Truant's Doom - cortometraggio (1912)
- The Forest Rose - cortometraggio (1912)
- The Evidence of the Film, regia di Lawrence Marston e Edwin Thanhouser - cortometraggio (1913)
- The Tiniest of Stars - cortometraggio (1913)
- The Commuter's Cat - cortometraggio (1913)
- Her Fireman - cortometraggio (1913)
- The Dove in the Eagle's Nest - cortometraggio (1913)
- The Ghost in Uniform - cortometraggio (1913)
- Just a Shabby Doll - cortometraggio (1913)
- The Heart of a Child - cortometraggio (1913)
- The Spoiled Darling's Doll - cortometraggio (1913)
- The Changeling - cortometraggio (1913)
- The Children's Conspiracy - cortometraggio (1913)
- The Runaway - cortometraggio (1913)
- Her Two Jewels - cortometraggio (1913)
- A Crepe Bonnet - cortometraggio (1913)
- The Protectory's Oldest Boy - cortometraggio (1913)
- The Medium's Nemesis - cortometraggio (1913)
- Taming Their Grandchildren - cortometraggio (1913)
- The Message to Headquarters - cortometraggio (1913)
- Flood Tide, regia di Eugene Moore - cortometraggio (1913)
- A Peaceful Victory - cortometraggio (1913)
- Lobster Salad and Milk, regia di Carl Gregory - cortometraggio (1913)
- Le vacanze di Arcibaldo (Looking for Trouble), regia di Carl Gregory - cortometraggio (1913)
- A Campaign Manageress, regia di Carl Gregory - cortometraggio (1913)
- His Imaginary Family, regia di Carl Gregory - cortometraggio (1913)
- The Law of Humanity, regia di Carl Gregory - cortometraggio (1913)
- Cupid's Lieutenant, regia di Carl Gregory - cortometraggio (1913)
- A Circumstantial Nurse, regia di Carl Gregory - cortometraggio (1914)
- Coals of Fire - cortometraggio (1914)
- The Purse and the Girl, regia di Carl Gregory - cortometraggio (1914)
- Beautiful Snow, regia di Carl Gregory (1914)
- The Tin Soldier and the Dolls - cortometraggio (1914)
- Uncle Tom's Cabin, regia di William Robert Daly (1914)
- Two Dollars, Please, regia di Franklin Hall - cortometraggio (1919)
- Darn That Stocking, regia di Jack Laver - cortometraggio (1919)

### Documentari
- When the Studio Burned, regia di Lawrence Marston (1913)